# 東沓部村
東沓部村（ひがしくつべむら）は、かつて岐阜県郡上郡に存在した村である。現在の下呂市金山町東沓部に該当する。

## 歴史
- 1889年（明治22年）7月1日 - 町村制により、東沓部村が発足。
- 1897年（明治30年）4月1日 - 弓掛村、卯野原村、乙原村、岩瀬村、戸部村、祖師野村と合併し東村が発足。同日東沓部村廃止。